# Valeri Abramidze
Valeri Abramidze (in georgiano ვალერი აბრამიძე?; Tbilisi, 17 gennaio 1980) è un ex calciatore georgiano, di ruolo difensore.

## Palmarès

### Club

#### Competizioni nazionali
- Campionato georgiano: 3

Dinamo Tbilisi: 1997-1998
Torpedo Kutaisi: 2000-2001, 2001-2002
- Coppa di Georgia: 2

Lokomotiv Tbilisi: 1999-2000
Torpedo Kutaisi: 2000-2001
- Supercoppa di Georgia: 1

Dinamo Tbilisi: 1997

#### Competizioni internazionali
- Coppa dei Campioni della CSI: 1

Inter Baku: 2011